# Sueños (álbum de Yalo Cuéllar)
El año 2000, en Cochabamba (Bolivia), Yalo Cuéllar produjo su séptimo álbum, titulado Sueños, con once canciones, nueve de las cuales son propias. La empresa discográfica Efecto Récords se encargó de este lanzamiento.

## Promoción
En julio de 2000, Cuéllar fue invitado a cantar con la Orquesta Sinfónica Nacional de Bolivia. Se realizan cinco conciertos en el Teatro Municipal de la ciudad de La Paz bajo la dirección del maestro David Hande.

## Sencillos
«Fray Quebracho» ya había aparecido en el álbum anterior, pero el éxito de esa canción fue tan grande que el autor decidió incluirla en este disco. Fray Quebracho es la historia convertida en música de un sacerdote italiano de nombre Oliverio Pelichelli. Su obra misional es reconocida a nivel mundial, pues pese a que tenía una personalidad particular, muchos dicen que esa fue la forma en que muchos de sus mensajes no pudieron pasar desapercibidos.

## Lista de temas
| Sueños - standard edition |                                       |              |                                |          |  |
| N.º                       | Título                                | Escritor(es) | Producer(s).                   | Duración |  |
| 1.                        | «Muchacha de risa loca» (chacarera)   | Yalo Cuéllar | Ana Cristina Céspedes en coros | 3:15     |  |
| 2.                        | «Buscando el amor» (escondido)        | Yalo Cuéllar |                                | 2:47     |  |
| 3.                        | «Por qué me hiciste caso» (romántica) | Yalo Cuéllar | Recitado por Germán Gamarra    | 3:21     |  |
| 4.                        | «Chacarera de Aldana» (chacarera)     | Yalo Cuéllar |                                | 2:27     |  |
| 5.                        | «Sueños» (polka)                      | Yalo Cuéllar |                                | 3:01     |  |
| 6.                        | «Cuando llegue diciembre» (chacarera) | Yalo Cuéllar |                                | 2:11     |  |
| 7.                        | «Perdido en ti» (romántica)           | Yalo Cuéllar |                                | 4:28     |  |
| 8.                        | «Chacarera del olvido» (chacarera)    | Yalo Cuéllar |                                | 2:41     |  |
| 9.                        | «Coplas para la pascua» (copla)       | Yalo Cuéllar | Luis Rojas en saxofón          | 4:29     |  |
| 10.                       | «Chaco adentro» (chacarera)           | Yalo Cuéllar |                                | 3:19     |  |
| 11.                       | «Fray Quebracho» (canción)            | Yalo Cuéllar |                                | 6:06     |  |